# 土城彈藥庫
土城彈藥庫（國軍勤篤營區），曾是國防部聯合後勤司令部隸屬的軍營，原先為彈藥庫使用，位於原臺北縣土城市和平路91巷內（24°58′18″N 121°27′02″E / 24.9718°N 121.4506°E，今新北市土城區）。國民政府遷台後，於1950年代設立土城彈藥庫，因庫藏軍火彈藥，被軍方劃設管制區，形成軍方重地。1965年10月18日上午9點40分，因處理廢彈失誤而引發大爆炸，持續三小時。炸出的彈藥頭最遠飛到兩公里以外，造成一個彈藥庫小部分被毀，彈藥庫內兩人被炸傷。期間附近居民遭疏散、公車停開。但隨著都市發展，致使彈藥庫周邊已毗鄰住宅區，故於1998年開始遷移，並逐漸地開放管制區內特定區域。2001年後，當時的土城市公所（今土城區公所）利用開放區域進行綠化，因區內有消防池，故做為生態公園的池塘使用，直到2007年，最後一批駐守彈藥庫的軍方人員撤走，同時解除彈藥庫週邊禁建管制後，變得無人看管，造成當時土城市的治安死角。現設有農園供民眾體驗農業活動，並於2021年開始區段徵收鄰近總共65公頃土地，興建土城司法園區、金城交流道等，已於2023年底正式開工。